# Jollas amazonicus
Jollas amazonicus är en spindelart som beskrevs av Galiano 1991. Jollas amazonicus ingår i släktet Jollas och familjen hoppspindlar. Inga underarter finns listade i Catalogue of Life.